# Dipodillus maghrebi
Dipodillus maghrebi és una espècie de mamífer rosegador de la família dels múrids. És endèmic del nord del Marroc. Els seus hàbitats naturals són les zones rocoses, les zones argiloses i els camps abandonats. És una espècie en risc mínim, és a dir, no sembla que hi hagi cap amenaça significativa per a la seva supervivència. El seu nom específic, maghrebi, significa ‘del Magreb’ en llatí.